# Coniopteryx madagascariensis
Coniopteryx madagascariensis är en insektsart som beskrevs av Martin Meinander 1974.
Coniopteryx madagascariensis ingår i släktet Coniopteryx och familjen vaxsländor. Inga underarter finns listade i Catalogue of Life.